# Coryphantha nickelsiae
Coryphantha nickelsiae är en kaktusväxtart som först beskrevs av K. Brandegee, och fick sitt nu gällande namn av Nathaniel Lord Britton och Joseph Nelson Rose. Coryphantha nickelsiae ingår i släktet Coryphantha, och familjen kaktusväxter. Inga underarter finns listade i Catalogue of Life.

## Bildgalleri

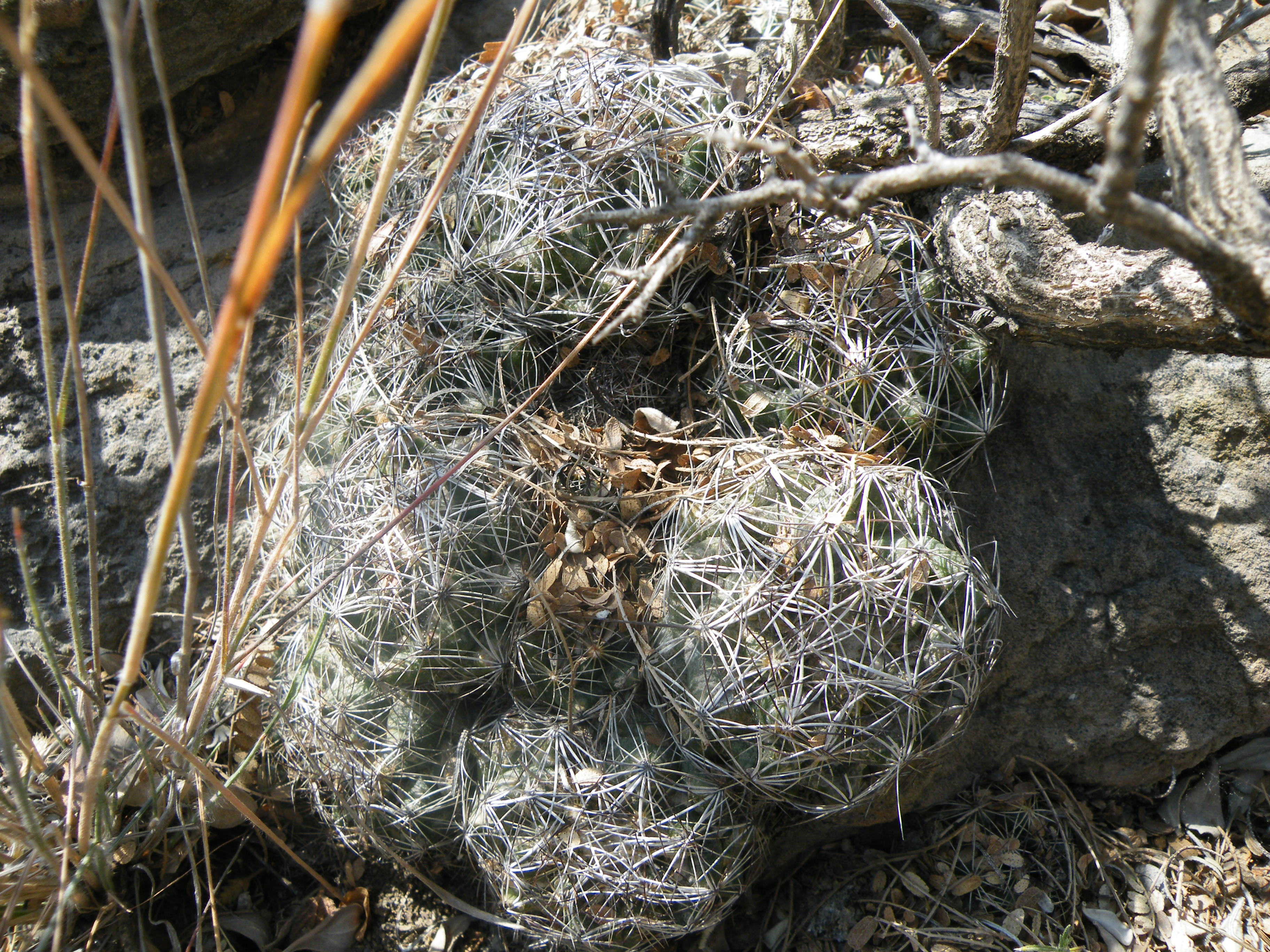
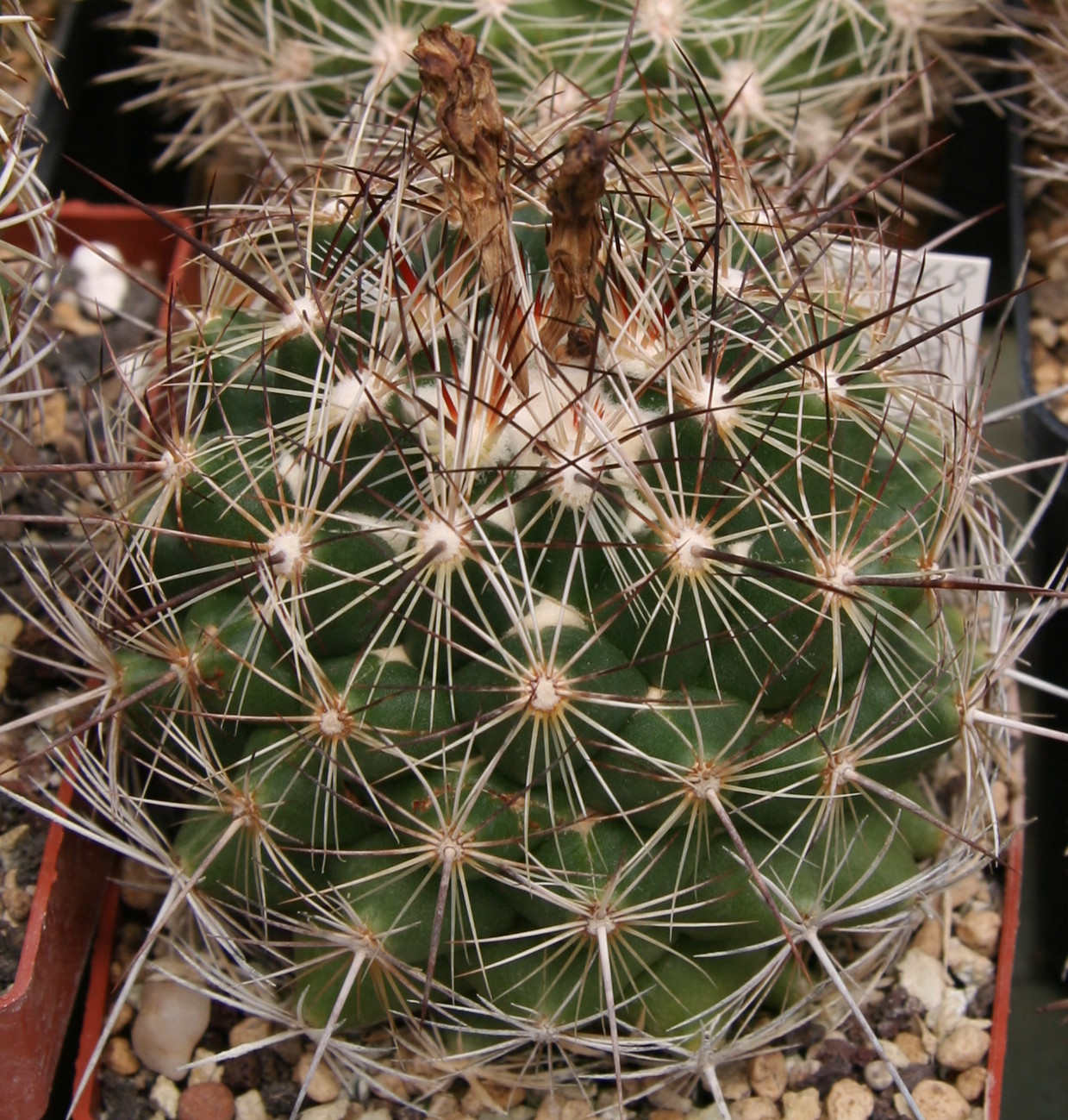